# ヴィオレット・ルデュック
ヴィオレット・ルデュック（Violette Leduc、1907年4月7日 - 1972年5月28日）は、フランスの著作家である。

## 経歴
1907年4月7日、アラスに生まれる。シモーヌ・ド・ボーヴォワールとの交流を経て、『私生児』などの作品で成功を収めた。1972年5月28日、フォコンにて死去。

## 著書
- 私生児（1966年、二見書房）
- 荒廃（1968年、二見書房）
- ボーヴォワールの女友達（1982年、土曜美術社）

## ルデュックを描いた作品
- ヴィオレット -ある作家の肖像- （2013年のフランス映画。マルタン・プロヴォ監督作品）